# آيت حدو أوحمو (آيت يحيى)
آيت حدو أوحمو هو دُوَّار يقع بجماعة مجاط، عمالة مكناس، جهة فاس مكناس في المملكة المغربية. ينتمي الدوّار لمشيخة آيت يحيى التي تضم 17 دوار. يقدر عدد سكانه بـ 299 نسمة حسب الإحصاء الرسمي للسكان والسكنى لسنة 2004.

## وصلات خارجية
- البوابة الوطنية للجماعات الترابية
- المندوبية السامية للتخطيط